# Seisho Aragaki
Seisho Aragaki (Japanse uitspraak: Seisho Arakaki, 1840 - 1918) was een belangrijke karatemeester die de ontwikkeling van verscheidene karatestijlen beïnvloed heeft. Hij was bekend onder vele andere namen, waaronder Aragaki Tsuji Pechin Seisho.

## Leven en vechtkunsten
Aragaki werd geboren in ofwel het dorp Kumemura te Okinawa of op het nabije eiland Sesoku. Aragaki groeide op in Kumemura. Hij was een afstammeling van een van de 36 Chinese families, die in de veertiende eeuw naar Okinawa emigreerden en daar het dorp Kumemura stichtten. Deze gebeurtenis vond plaats naar aanleiding van een handelsverdrag, die China en het koninkrijk Riukiu toen met elkaar sloten.
Aragaki was een ambtenaar van het koninklijk hof in het koninkrijk Riukiu, waar hij werkzaam was als vertaler van de Chinese taal. Hij behoorde tot de aristocratie van Okinawa en droeg de titel van Chikudon Peichin, die een status vertegenwoordigde die vergelijkbaar was met een samoerai in Japan.
Heel weinig is bekend over Aragaki's leven en training in de vechtkunst. Zijn enige bekende vechtkunstleraar was Wai Xinxian, die afkomstig was uit de stad Fuzhou van China. Hij was niet alleen bedreven in karate, maar ook in het Okinawaanse kobudo. Het is bekend dat Aragaki tegen het einde van zijn leven zeer gewild was voor karatelessen en dat hij absoluut een van de belangrijkste karateleraren van de 19e eeuw was. In die tijd was karate nog bekend onder de naam tode.
Op 24 maart 1867 demonstreerde hij Okinawaanse vechtkunsten in de toenmalige hoofdstad Shuri tegenover een bezoekend Chinese ambassadeur. Het bijzondere aan deze gebeurtenis was dat juist Aragaki was gekozen om deze demonstratie te houden en niet vooraanstaande karateleraren van die tijd zoals Anko Asato, Anko Itosu en Sokon Matsumura. Dit geeft aan dat Aragaki in Okinawa een belangrijke status had als karateleraar.
In 1870 kreeg Aragaki de opdracht om in de stad Peking van China als vertaler te dienen voor Okinawaanse ambtenaren. Aldus reisde Aragaki per schip in september 1870 naar China.
Aragaki kwam te overlijden in 1918. Sommige bronnen zeggen in 1920.

## Kata
Aragaki was beroemd om het onderwijzen van de kata's Unshu, Seisan, Shihohai, Sochin, Niseishi en Sanchin (die later opgenomen werden in verschillende stijlen van karate). Hij onderwees ook de kobudo-kata's Aragaki-no-kun, Aragaki-no-sai en Sesoku-no-kun.

## Erfenis
Aragaki liet zelf geen specifieke stijl van karate na. Doordat veel karatemeesters in hun jeugd hem opzochten voor zijn lessen, werden zijn technieken en kata's werden verspreid over een aantal moderne karate- en kobudostijlen. Karatemeesters, die in hun jeugd les hebben gekregen van Aragaki waren Kanryo Higaonna (1853–1916; grondlegger van Naha-te), Gichin Funakoshi (1868–1957; grondlegger van Shotokan), Kanbun Uechi (1877–1948; grondlegger van Uechi-ryu), Kanken Toyama (1888–1966; grondlegger van Shudokan), Kenwa Mabuni (1889–1952; grondlegger van Shito-ryu) en Chitose Tsuyoshi (1898–1984; grondlegger van Chito-ryu).
Sommigen beschouwen Chito-ryu als de stijl, die Aragaki's vechtkunst het dichtst benaderd. Anderen wijzen erop dat Aragaki's nakomelingen in Okinawa het meest betrokken zijn bij de Goju-ryu stijl van karate.